# Graciette Justo
Graciette Ruf da Cunha Duarte Justo (* 1981) ist eine deutsche Theaterschauspielerin, Trainerin für Improvisationstheater und Meditations-Lehrerin.

## Leben
Justo ist das Kind des portugiesischen Theologen und Philosophen António Justo und der Künstlerin und Buchautorin Carola Justo.
Justo schloss ein Studium als Diplom-Sozialpädagogin an der Universität Kassel ab und absolvierte danach an der Schauspielschule TheaterRaum München die Ausbildung zur staatlich anerkannten Schauspielerin.
Justo war bundesweit in diversen Theaterproduktionen zu sehen.
Als Improtheater-Darstellerin spielt sie aktuell in den Münchener Ensembles des „Mixxit Theaters“, dem „Mitspinntheater“ und „Die Montagsmörder“.
Als Trainerin für Improvisationstheater lehrte Justo an Schauspielschulen und gab zahlreiche Trainings für Firmen und Ensembles.
2017 gründete sie "ImproTheaterUrlaub" und veranstaltet seither als Seminar-Leitung europaweit internationale Improtheater-Kreativ-Reisen.
Zudem ist Justo Meditations-Lehrerin und zertifizierte Mbsr-Lehrerin (Mindfulness based stress reduction - Achtsamkeitsbasierte Stressreduktion) und lehrte im BuddhaHaus München. Heute veranstaltet sie internationale Achtsamkeits-Reisen, Schweige-Retreats, Meditations-Wochenenden und MBSR-Kurse an Kraftorten in Europa.

## Sonstiges
Justo war von 2010 bis 2018 Sängerin und Songwriterin der Indie-Acoustic-Rock-Band MellowBox, die 2014 ihr Debütalbum veröffentlichte.
2013 bis 2020 moderierte Justo im Muffatwerk für das JFF – Institut für Medienpädagogik in Forschung und Praxis das Münchner Jugendfilmfestival „flimmern&rauschen“.
Von 2020 bis 2022 veranstaltete Justo 40 Meditations-Demonstrationen mit Bezug zur Corona-Pandemie in der Münchener Innenstadt.

## Rollen (Auswahl)
- 2007: „Jean“ in Tod ohne Zeuge (nach Jean-Paul Sartre); Regie: Heiko Dietz; theater … und so fort
- 2007: Die Liebe ist ein seltsames Spiel (Chanson-Abend); Regie: Bruno Hetzendorfer; theater … und so fort
- 2008: Carambolage (Impro-Theater); Konzept: Roland Trescher; theater … und so fort
- 2008: iMoment (Langform-Impro); Produktion: isar148; theater … und so fort
- 2008: „1. Hexe“ in Macbeth (nach William Shakespeare); Regie: Heiko Dietz; theater … und so fort
- 2008: „Despina“ in So machens alle (Mozart-Textperformance); Regie: Gesche Piening; theater … und so fort
- 2008: „Glenna“ in Bobby Gould in der Hölle (von David Mamet); Regie: Heiko Dietz; theater … und so fort
- 2008: „Anna“ und „Christiane“ in Blaubart – Hoffnung der Frauen (von Dea Loher); Regie: Christa Pillmann; theater … und so fort
- 2009: Impro Extravaganza (Solo-Impro); Konzept: Roland Trescher; theater … und so fort
- 2009: „Coco“ in Glockenkrach (Impro-Sitcom); Produktion: Glockenkrach GbR; theater … und so fort
- 2009: „Marquise Merteuil“ in Gefährliche Liebschaften (nach P.-A.-F. Choderlos de Laclos); Regie: Heiko Dietz; theater … und so fort
- 2009: Sehnen, Streiten, Seufzen (Brecht-Liederabend); Regie: Bruno Hetzendorfer; theater … und so fort
- 2009: „Alma“ in Tod (von Woody Allen); Regie: Heiko Dietz; theater … und so fort

## Veröffentlichungen
- Kleidung als symbolische Selbstinszenierung. Grin Verlag, 2005, ISBN 3-640-16493-8.
- Dominanz und Unterwerfung in der Körpersprache. Grin Verlag, 2004, ISBN 3-638-66151-2.
- Lebensgeschichtliches Erzählen. Zu Jerome Bruners „Sinn, Kultur und Ich-Identität“. GRIN Verlag, 2002, ISBN 3-638-66150-4.